# Sint-Martinuskerk (Overijse)
De Sint-Martinuskerk is een kerkgebouw in Overijse in de provincie Vlaams-Brabant.
De kerk is de parochiekerk van het dorp en is gewijd aan Sint-Martinus.

## Geschiedenis
De kerk werd gebouwd in de 12e eeuw. In 1489 brandde ze uit. In 1692 gebeurde dat nogmaals, waarbij ook het hele centrum van Overijse in de vlammen opging. Onder het koor ligt de grafkelder van de prinselijke familie Horne.

## Opbouw
Het georiënteerde kerkgebouw bestaat uit een ingebouwde westtoren, een driebeukig schip met drie traveeën in basilicale opstand, een viering met dwarsbeuken en een driezijdig gesloten koor van drie traveeën. De toren heeft drie geledingen en ingesnoerde torenspits. De noordelijke en zuidelijke transeptarm hebben elk drie traveeën. De kerk heeft een hoogte van 50 meter.